# Agrupació Catalana d'Invàlids i Mutilats de Guerra
L'Agrupació Catalana d'Invàlids i Mutilats de Guerra (ACIMG) va ser una associació de suport als exiliats catalans de la Guerra civil espanyola.
Es va constituir el 1947 a Agde sota la presidència honorària de Pau Casals i la direcció de Manuel Costa Cabrer amb l'objectiu de recollir fons per ajudar els ferits de guerra catalans a l'exili. L'entitat consta documentada fins a l'any 1968, quan s'informà que s'havia traslladat d'Agde a Perpinyà. L'any 1954 es posicionà a favor del nomenament de Manuel Serra Moret com a president de la Generalitat a l'exili, en contra de les pretensions de Josep Tarradellas.
Al museu Agathois Jules Baudou d'Agde es conserva una estelada amb les sigles de l'entitat. 